# Uádi Zigã
Uádi Zigã ou Uádi Ziguém (em árabe: وادي زيغن; romaniz.: Wadi Zighen; وادي زيغان, Wadi Zighan) é uma depressão (com altura de 310 metros) situada no deserto da Líbia no distrito de Cufra, ca. 180 quilômetros a noroeste de Tague e leste de Tazirbu. Há cinco fontes, a mais importante chamada Bir Harasque. No entorno das fontes há algumas palmeiras, mas não há habitantes permanentes.